# 마이클 임피리올리
제임스 마이클 임피리올리(영어: James Michael Imperioli, 1966년 3월 26일~)는 미국의 배우이다.

## 출연 작품

### 텔레비전
- 소프라노스 (1999-2007)
- 프로젝트 블루북 (2019-20)

### 영화
- 나쁜 녀석들 (1995)
- 라스트맨 스탠딩 (1996)
- 투 타이어드 투 다이 (1998)
- 썸머 오브 샘 (1999)
- 더 매니 세인츠 오브 뉴어크 (2021)